# Karl Obleitner junior
Karl Obleitner junior (* 7. Juli 1929 in Hall in Tirol) ist ein österreichischer Bildhauer und Maler.

## Leben
Karl Obleitner ist der Sohn des Keramikers Karl Obleitner senior und Neffe des Bildhauers und Malers Johannes Obleitner. Er absolvierte die Staatsgewerbeschule in Innsbruck bei Hans Pontiller und bildete sich bei Franz Forster in St. Florian weiter aus. Er lebt und arbeitet in Absam und ist seit 1955 Mitglied der Tiroler Künstlerschaft.
Zu seinen Werken gehören Malereien und Skulpturen, insbesondere figurale Keramikreliefs.

## Werke

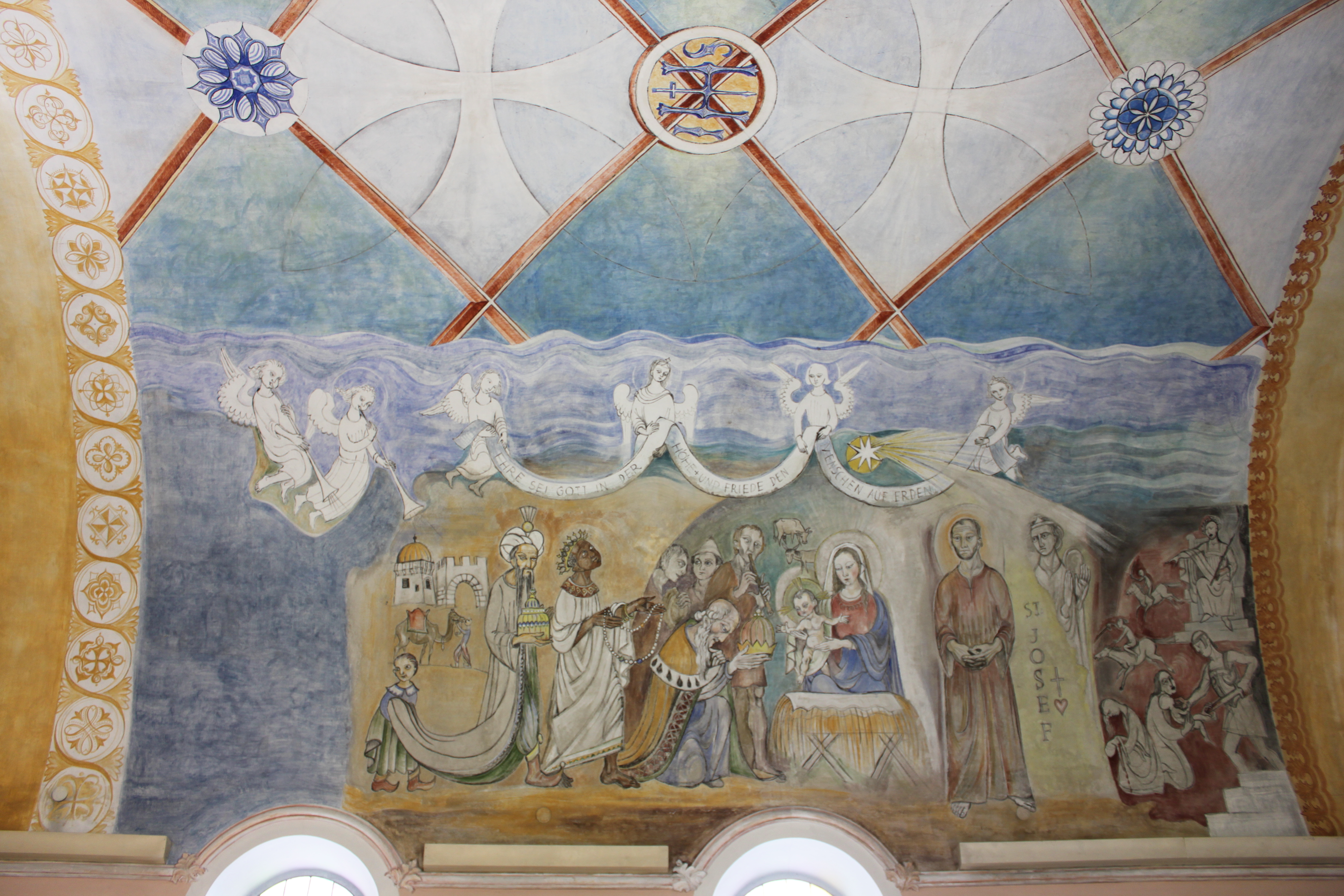
Wandmalerei Anbetung der Könige, Josefskapelle Untergurgl (1955/61)

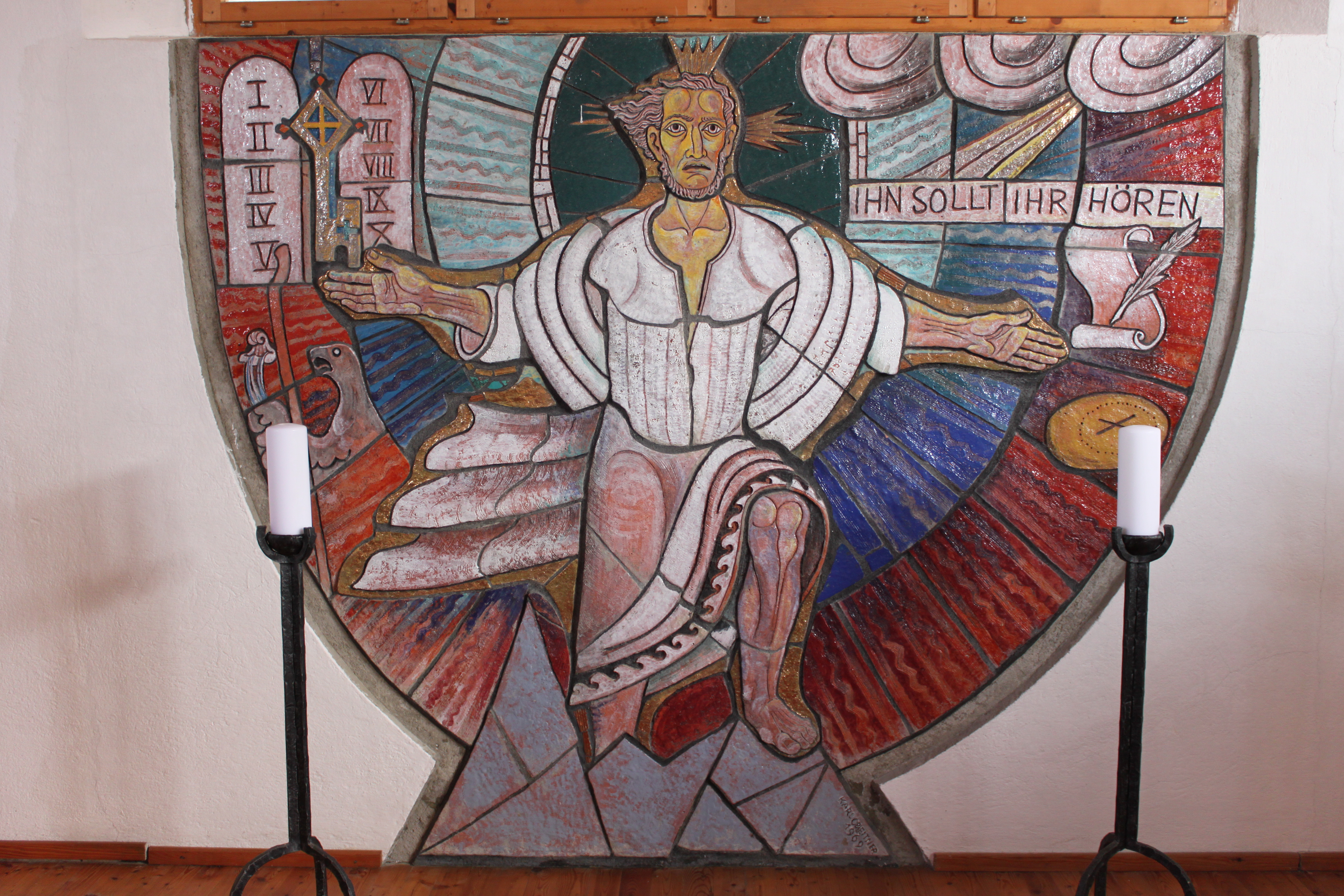
Keramikrelief Verklärung Christi, Gaislachkapelle Sölden (1967)

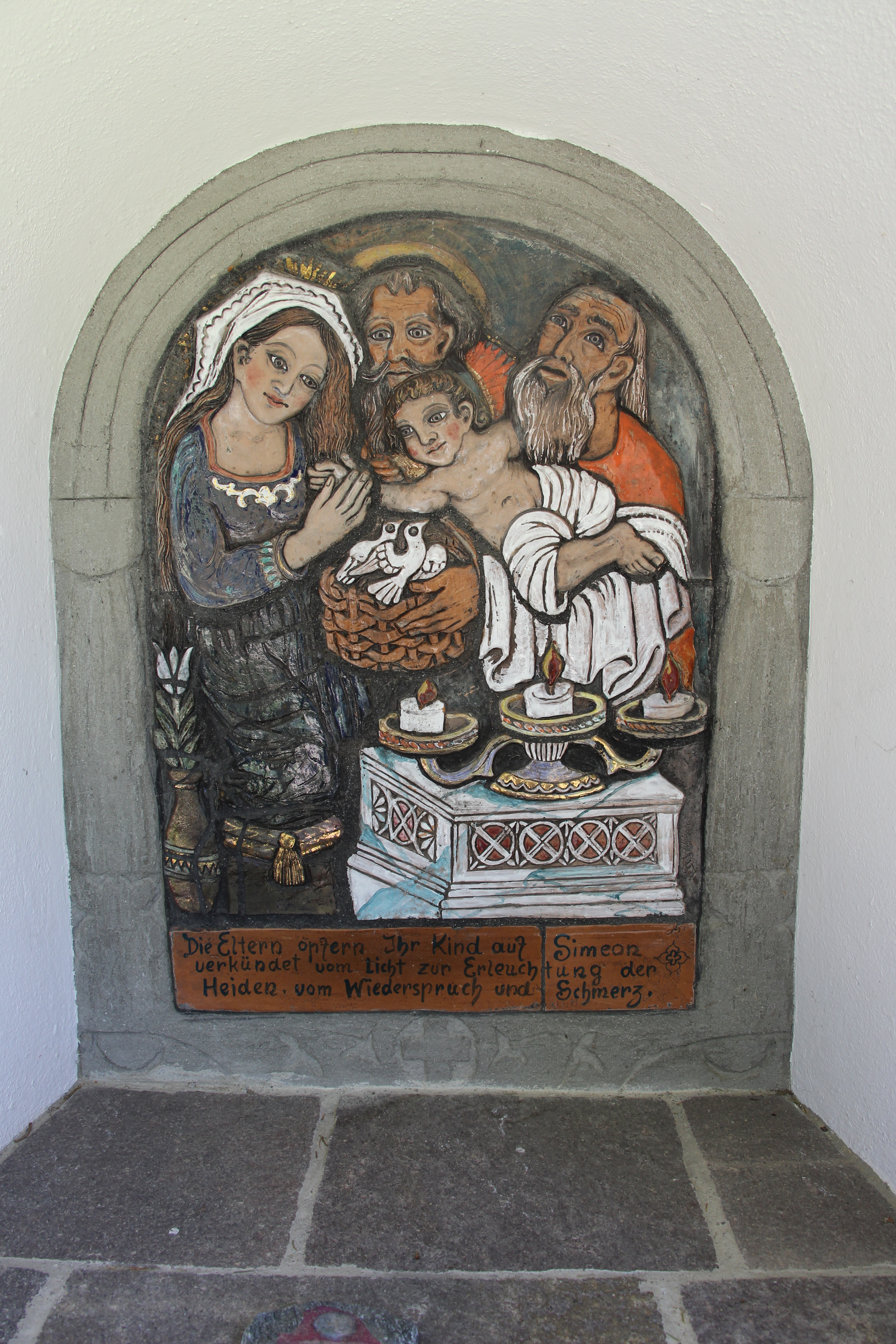
Keramikrelief Beschneidung Jesu, Kalvarienberg Jerzens (1976)

- Deckenmalereien mit Szenen aus dem Leben des hl. Josef, Josefskapelle Untergurgl, 1955–1961[2]
- Keramikrelief Madonna, Andreas-Hofer-Gedächtniskapelle beim Gasthof Schupfen, Unterberg, 1960[3]
- Keramikreliefs Muttergottes mit Kind und hl. Don Bosco an den Seitenaltären, Pauluskirche, Innsbruck-Reichenau, 1960[4]
- Relief hl. Michael, Michaelsbrunnen, Absam, 1962[5]
- Keramikrelief hl. Leonhard, Mosaik Erzengel Michael, Schutzengelkapelle Hochgurgl, 1964[6]
- Keramikrelief hl. Barbara, Barbarabildstock, Wattenberg, 1965[7]
- Schnitzfigur hl. Christophorus, Christophorusbrunnen, Absam, 1965[8]
- keramisches Mosaikbild Verklärung Christi, Gaislachalmkapelle, Sölden, 1967[9]
- Wandkeramik Salzstraße und Freiheitskämpfer Kaspar Sautner, Gemeindezentrum Ampass, 1968[10]
- Wandrelief, Sporthauptschule Absam, 1970[11]
- Keramikmosaik hl. Christophorus, Christophoruskapelle, Sölden, 1973[12]
- Keramikreliefs Verkündigung, Heimsuchung, Geburt Christi, Beschneidung, Zwölfjähriger Jesus lehrt im Tempel, Bildstöcke am Wallfahrtsweg zur Bichlkapelle, Jerzens, 1976[13]
- Reliefs an den Erkern mit Szenen aus der regionalen Geschichte, Hotel Maria Theresia, Kitzbühel, 1977[14]
- Wandkeramik hl. Florian, Feuerwehrgerätehaus Gries am Brenner, 1978[15]
- Keramikbild hl. Barbara, Kriegergedächtniskapelle Fiss, 1979[16]
- Keramikmosaike Büßer und hl. Antonius mit Maria und Jesuskind, Antoniuskapelle, Fiss, um 1980[17]
- Keramikmosaik Dornenkrönung, Leneskapelle, Fiss, um 1980[18]
- Holzrelief hl. Erhard mit Herzogstochter, Erhardbildstock, Vent, 1982[19]
- Relief Lamm Gottes, Statuen hll. Franz von Assisi und Antonius von Padua, Kirchholzkapelle, Hopfgarten im Brixental, 1984[20]
- Tonrelief hl. Maria, Marienbildstock beim Loi, Münster, um 1990[21]
- Keramikrelief Lehrerin und Lehrer mit Schulkindern, Volksschule und Kindergarten Tulfes, um 1992[22]
- Keramikrelief Guter Hirte, Bildstock, Natterer Boden, um 1995[23]
- Keramikrelief hl. Johannes Nepomuk, Johannes-Nepomuk-Bildstock, Ampass, 2000[24]
- Ausstattung, Rupertikapelle im Halltal, 2004[25]
- Keramikrelief Maria mit Kind, Marienkapelle in Vent[26]